# El Viejo
Nuestra Señora de la Concepción de El Viejo o simplemente El Viejo, que hasta el inicio de la época colonial era una localidad indígena llamada Tezoatega, es un municipio del departamento de Chinandega en la República de Nicaragua.

## Geografía
El Viejo se encuentra ubicado a una distancia de seis kilómetros de la ciudad de Chinandega, y a 113 kilómetros de la capital de Managua.
El municipio de El Viejo tiene una extensión de 1,275 km², está ubicada entre las coordenadas 12° 40′ 0″ de latitud norte y 87° 10′ 0″ de longitud oeste, a una altitud de 47 m. s. n. m., sus límites son al norte con el Golfo de Fonseca y el municipio de Puerto Morazán, al sur con el océano Pacífico y el municipio de El Realejo, al este con el municipio de Chinandega y al oeste con el océano Pacífico.
Se encuentra localizado en el extremo noroccidental del país, siendo el municipio más grande del departamento de Chinandega y de la costa del océano Pacífico de Nicaragua.

## Historia

### Época precolombina
El territorio que hoy ocupa la ciudad de El Viejo, al final de la época precolombina, precolonial o prehispánica, era un poblado llamado Teçoatega o Tezoatega, que al iniciarse la época colonial o hispánica, ya estaba gobernado a modo de plaza principal del señorío o cacicazgo del mismo nombre, por un rey indígena o cacique conocido como Agateyte (?-1528?).

### Época colonial
En 1539, fueron otorgadas en encomienda las tierras indígenas del señorío de Tezoatega o de El Viejo, a María de Peñalosa (?-1573), esposa de Rodrigo de Contreras (1502-1558), el gobernador de Nicaragua entre 1535 y 1544. A su vez, María de Peñalosa era nieta de Francisco de Bobadilla (?-1502), el gobernador de las Indias entre 1500 y 1502, e hija de Isabel de Bobadilla y Peñalosa (?-1531) y de Pedro Arias Dávila (1468-1531), el gobernador de Nicaragua entre 1528 y 1531.
El documento de la transferencia a favor de María de Peñalosa fue expedido por su esposo Rodrigo de Contreras, gobernador de Nicaragua, el 17 de diciembre de 1540, ante los oficios del escribiente Salvador de Medina. La nueva encomendera tomó posesión de la misma, en la antigua ciudad de León, ahora llamada León Viejo, a orillas del Lago Xolotlán, el 8 de abril de 1541, ante el alcalde ordinario Hernán Nieto y ante el oficio del escribano Martín Membreño.
Entre 1544 y 1548 (Año de la Tasación), se nota un reordenamiento de las Encomiendas, sufriendo la familia Contreras significativas pérdidas, como las Encomiendas de Tezoatega, Mistega y Nicoya, que pasan a ser propiedad de la Corona española, luego que en noviembre de 1547, Antonio de Valdivieso, Obispo de la ciudad de León, le escribiera a Carlos I, Rey de España y Emperador del Sacro Imperio Romano Germánico, denunciando la esclavitud y opresión de los indígenas, por parte de los encomenderos cercanos al exgobernador Rodrigo de Contreras.

"De esta provincia han sacado muchos nativos, hombres y mujeres, para otras provincias. Y muchas mujeres dejaron aquí a sus maridos, y muchos maridos a sus mujeres. Y donde quiera que estén, todos están sometidos a servidumbre como esclavos y oprimidos. Muchos de ellos están en Perú y en Panamá."

Fray Antonio de Cibdad Real (1551-1617), en su obra Relación breve y verdadera de algunas cosas de las muchas que sucedieron al padre fray Alonso Ponce en las provincias de la Nueva España, que describe su viaje, entre 1584 y 1589, desde México hasta Nicaragua, señala lo siguiente:

"En aquel pueblo y provincia fue gobernador un indio tantos años que se hizo muy viejo en el oficio, y así durante su gobierno llamaban todos a aquella tierra la provincia del Viejo, con el cual nombre se quedó hasta hoy, aunque murió el viejo que la gobernaba; y aún esta razón parece que cuadra más que la otra y que lleva más camino."

Fray Antonio Vázquez de Espinosa (1570?-1630), en su obra Compendio y descripción de las indias occidentales, haciendo referencia al poblado de El Viejo, que visitó en 1613, describe en el Capítulo XXVII, lo siguiente:

"El pueblo del Viejo es de los mayores que hay en la provincia de Nicaragua; está repartido en once linajes, parcialidades o barrios. En cada barrio hay una ermita para celebrar en ella, el dia del Santo de su advocación, la fiesta."

De esos linajes, parcialidades o barrios antiguos de El Viejo, todavía a principios del siglo XX, aún se le conocía como "Tololito" al posterior barrio "San José", y como "Chamulpa" al actual barrio "El Calvario", los cuales adquirieron esos nuevos nombres de sus respectivas ermitas.
Registros históricos de las autoridades españolas y de la Iglesia católica, citan que antes de 1795, las calles de El Viejo eran veredas sinuosas, pero a partir de esa fecha (1795), fueron trazadas a cordel y sus trazas fueron realizadas en cuadrados perfectos, conocidos actualmente como "manzanas".

### Jurisdicción territorial
Entre 1527 y 1786, la provincia de Nicaragua, con capital en la ciudad de León (con título de gobierno), administraba los corregimientos y alcaldías mayores de: El Realejo, Quezalguaque, Sutiaba, Segovia, Matagalpa, Chontales, Monimbó, Granada, Rivas, Nicoya, entre otros; e incluso, algunos de los gobernadores de la provincia de Nicaragua (1527-1786) ejercieron a la vez como gobernadores de la provincia de Nueva Cartago y Costa Rica (1540-1573), o de la provincia de Costa Rica (1573-1812). El territorio de El Viejo estuvo incluido en la jurisdicción del corregimiento de El Realejo.
En 1787, estos corregimientos fueron suprimidos, siendo sustituidos por subdelegaciones y al unir la provincia de Nicaragua junto con la Alcaldía mayor de Nicoya, se conformó la Intendencia de León, dentro del Reino de Guatemala.
En 1812, se creó la provincia de Nicaragua y Costa Rica, cuya Diputación Provincial de Nicaragua y Costa Rica estaba integrada por un total de siete diputados, correspondiendo uno para Segovia, León, Granada, Rivas y Nicoya; y dos por Cartago. El territorio de El Viejo estuvo incluido dentro de la jurisdicción de la subdelegación de León.
El 13 de diciembre de 1820, la Diputación Provincial de Nicaragua y Costa Rica dividió el territorio provincial en siete partidos: El Realejo, Nueva Segovia, León, Granada, Rivas, Nicoya y Costa Rica. El territorio de El Viejo quedaría incluido dentro de la jurisdicción del Partido de El Realejo.

### El grito de 1805
Se dice que el presbítero Tomás Ruiz Romero estuvo involucrado en el primer grito libertario por la Independencia de Centroamérica, ocurrido en 1805, en El Viejo, el cual se inició a partir de una protesta contra la prohibición de la venta local de cususa (aguardiente de maíz).

### Título real
Es conocido que Fernando VII, rey de España, otorgó entre los años de 1813 y 1820, un título real a los descendientes de la comunidad indígena de El Viejo, al igual que a otras comunidades indígenas, en sus colonias en América, con el objetivo de motivar que los indios regresaran a sus campos de origen, ya que muchos dejaban de producir las tierras y huían a las montañas, como desacato a la Ley de Milpas, que los obligaba a entregar sus cosechas a las autoridades, bajo amenazas de crueles castigos y condenas. Con dicho título real, los descendientes de la comunidad indígena de El Viejo, reciben 37 caballerías, lo cual sobrepasa las dos mil manzanas de terreno (una caballería de España es equivalente a 56.78591709 manzanas de Nicaragua), en tierras vecinas al volcán Cosigüina, conocidas como Santa Rita del Alvaradillo y Santa Rita de Tonalá.

### Junta gubernativa de 1824
Durante la corta existencia de las Provincias Unidas del Centro de América (1823-1824), hubo hasta cuatro Juntas Gubernativas que pretendieron gobernar la provincia de Nicaragua:
- Junta Gubernativa de León, llamada Junta Provisional de Gobierno (17 de abril de 1823 - 4 de enero de 1825).
- Junta Gubernativa de Granada, llamada Junta de Gobierno Revolucionaria (2 de julio de 1823 - enero de 1825).
- Junta Gubernativa de Managua (julio de 1824 - 22 de enero de 1825), con el presbítero Policarpo Irigoyen actuando como Presidente y el coronel Crisanto Sacasa y Parodi como Comandante de Armas.
- Junta Gubernativa de El Viejo (9 de agosto de 1824 - 27 de diciembre de 1824).

En un inicio la junta gubernativa de El Viejo estaba integrada de la siguiente manera:
- Presidente: Juan Bautista Salazar
- Vocales: Doctor Matías Quiñones y don Bernardo Plazaola
- Secretario: don Tiburcio Emes
- Jefes del ejército: don Joaquín del Cossío, don Manuel Mesa (natural de Chile) y el sargento mayor Pedro Oviedo, de Chinandega.
- Para el sitio de León, en alianza con la Junta Gubernativa de Managua, fue nombrado comandante de armas el militar peruano Juan José Salas.[18]

La Junta Gubernativa de El Viejo en su lucha contra la Junta Gubernativa de León, decidió aliarse con la Junta Gubernativa de Managua, y combinando sus fuerzas atacaron León, logrando que la Junta Gubernativa de Managua quedara gobernando la Provincia de Nicaragua, hasta la llegada de Manuel José Arce, quien gobernó brevemente la Provincia de Nicaragua, en 1825, como Comisionado del Gobierno Centroamericano de la República Federal de Centroamérica (1824-1839).

### La erupción del volcán Cosigüina de 1835
El 20 de enero de 1835 inició la célebre erupción del volcán Cosigüina (ubicado en el extremo occidental del territorio de El Viejo), que duró tres días y causó pánico en toda Centroamérica.

### El Estado de Nicaragua de 1838
En 1838, al separarse el Estado de Nicaragua, de los estados federados de la República Federal de Centroamérica, por Decreto Constituyente, se delimitaron cuatro departamentos: Septentrional, Occidental, Oriental y Meridional. El territorio de El Viejo quedaría en la jurisdicción del departamento Occidental, cuya ciudad principal era León.

### Elevación a villa en 1839
El 2 de septiembre de 1839, mediante decreto legislativo, en el gobierno de Joaquín del Cossío, Supremo Director (1839) del Estado de Nicaragua (1838-1854), se otorgó el título de villa al pueblo de El Viejo; en el mismo decreto se otorgó el título de ciudad a las villas de Santa Ana de Chinandega y San Fernando de Masaya.

### Conformación municipal en 1858
En 1858 se conforma el término municipal urbano y rural del municipio de El Viejo, dentro del recién creado departamento de Chinandega surgido de la división del antiguo departamento de Occidente, cuya cabecera departamental era la ciudad de León.

### Elevación a ciudad en 1868
El 4 de marzo de 1868, mediante decreto legislativo, en el gobierno de Fernando Guzmán, Presidente (1867-1871) de la República de Nicaragua (1854-actual), se concedió el título de ciudad a la Villa de Nuestra Señora de la Concepción de El Viejo.

### La rebeldía de Francisco Sequeira "Cabuya" en 1927
En 1927, en el territorio de El Viejo, Francisco Sequeira Moreno "Cabuya" se opuso al desarme liberal que imponía el intervencionismo estadounidense con la firma el 4 de mayo de 1927 del llamado Pacto del Espino Negro, que puso fin a la denominada Guerra Constitucionalista de Nicaragua. En ese momento, los únicos líderes armados que decidieron negarse a reconocer el denominado "tratado de paz" en Nicaragua, fueron Francisco Sequeira en el de departamento de Chinandega y Augusto C. Sandino en el departamento de Nueva Segovia.

### El ramal ferroviario de 1936
Entre los años de 1934 y 1936, fue construido el ramal del Ferrocarril del Pacífico de Nicaragua que unía a las ciudades de Chinandega y El Viejo, atravesando parte del municipio de El Viejo, hasta llegar a Puerto Morazán en el Golfo de Fonseca. Dicha construcción correspondió en parte, al gobierno del doctor Juan Bautista Sacasa (1933-36), que la inició, y al gobierno del doctor Carlos Brenes Jarquín (1936), que la concluyó. La extensión de este ramal era de 30 kilómetros. Estuvo activo hasta el año de 1960, posteriormente fue desmantelado.

### La creación del vecino municipio de Puerto Morazán en 1946
El 5 de noviembre de 1946, por Decreto Legislativo de la República de Nicaragua, durante el primer gobierno de Anastasio Somoza García (1937-1947), se aprueba "elevar a la categoría de pueblo al caserío de Puerto Morazán, en el departamento de Chinandega, independiente del municipio de El Viejo", al cual pertenecía anteriormente y se crea el municipio de Puerto Morazán.

## Demografía
El Viejo tiene una población actual de 91,446 habitantes. De la población total, el 50.4% son hombres y el 49.6% son mujeres. Casi el 57.8% de la población vive en la zona urbana.

## Gastronomía
Su cocina tradicional tiene relevancia dentro de Nicaragua por la gran variedad de platos que posee. Sus especialidades incluyen las rosquillas, cajetas y bollitos de leche. La mayor parte de la comida típica de El Viejo puede ser encontrada en otras partes del país; hay una fruta que suele cosecharse en esta región: el toncuá (tong qwa), que es el fruto de una planta cucurbitácea de origen asiático, llamada Benincasa hispida, similar a la sandía y la manera popular de comerla es con miel de raspadura de dulce de caña de azúcar. Esta fruta también se cosecha en Catarina, Masaya y otras localidades de Nicaragua.

## Tradiciones

### Santuario nacional
El municipio tiene un histórico templo o iglesia católica, conocida como Basílica Menor de la Inmaculada Concepción de María. Construida en estilo colonial en el siglo XVII, su pieza más antigua es una pila bautismal, que puede llegar a datarse de 1560.
En este lugar se encuentra la talla de la Virgen María, en honor a la cual está dedicada dicha basílica. La leyenda local la atribuye a una pieza que posiblemente portaba como propia (a finales del siglo XVI, se presume en 1562), un hermano de Teresa Sánchez de Cepeda y Ahumada (1515-1582), la santa católica conocida como Teresa de Jesús o Teresa de Ávila.
La leyenda no refiere el nombre exacto del hermano. Se supone que sea Rodrigo Sánchez de Cepeda Dávila y Ahumada (1511-1543?), o Lorenzo Sánchez de Cepeda Dávila y Ahumada (1519-1578), o Pedro Sánchez de Cepeda Dávila y Ahumada (1521-1589). También, se habla de Alonso Sánchez de Cepeda Dávila y Ahumada, pero ninguno de sus hermanos se llamaba igual que su padre (?-1543).
En cualquier caso, según una versión de la leyenda, se dice que el portador de la imagen de la Virgen debió permanecer por dos veces en tierra nicaragüense, al desatarse sendas tormentas que impidieron su viaje hacia Perú. Durante su estancia en El Realejo y El Viejo, los vecinos de este último lugar conocieron esa talla que llevaba; y quedaron tan fascinados, que con la segunda tormenta, optó por entregarla a los vecinos de El Viejo, creyendo que era "disposición divina" que la imagen quedase allí, para poder él partir.

"La gente despidió triste a la imagen de la Virgen cuando el beato partió con ella, pero otra tormenta evitó que éste siguiera su camino y lo obligó a regresar. Entonces, tomó la decisión de dejar la imagen en el pueblo de El Viejo, pues lo interpretó como una disposición divina."

No obstante, de las descripciones de Fray Antonio de Cibdad Real (1551-1617), relativos a su estancia y paso por Nicaragua (1586), o de los relatos de Fray Antonio Vázquez de Espinosa (1570?-1630), en su reseña «Viaje por la Provincia de Nicaragua» (1613), donde se narran sucesos y hechos «del Realejo, y en particular del pueblo y provincia del Viejo»; en ninguna de las narraciones de ellos, se encuentran alusiones, ni a la imagen de la Virgen, ni a la citada leyenda local.
En todo caso, el documento más antiguo relacionado con dicha leyenda data de 1673, según el testimonio de Monseñor Simeón Pereira y Castellón, anterior obispo de Nicaragua, fechado el 20 de noviembre de 1903; acerca de otro testimonio de Monseñor Juan de Roxas y Ansa, obispo de Nicaragua (1682-1685), realizado en 1673, afirmando que su predecesor Monseñor Alonso Bravo de Laguna, había efectuado la declaración siguiente:

"Y es verdad que nos consta por la cual a todas las personas que la presente vieren, hacemos saber que el año pasado de 1672, por el mes de diciembre, hallándonos en el convento de Nuestra Señora de la Concepción del pueblo del Viejo, llenados de nuestra devoción, quisimos saber el origen de dicha santísima imagen de Nuestra Señora del Viejo. Queriendo el Reverendo Padre Provincial dar gusto a nuestros buenos deseos, puso en nuestras manos un libro antiguo en el cual estaba una información hecha y autorizada por el ilustrísimo y reverendísimo Señor Maestro Don. Benito Rodríguez de Baltodano (Obispo de Nicaragua entre 1620 y 1629) el 5 de enero de 1626. En ella constaba que dicha imagen la había traído un hermano de la bienaventurada Santa Teresa de Jesús. Este les hizo la gracia y donación a los religiosos de San Francisco de aquel convento, en el que murió y se enterró. Allí afirman los testigos bajo juramento: unos, que le habían oído decir; y otros, que lo habían leído en el mismo instrumento (documento), en el cual dice haber declarado bienhechor a los religiosos que aquella imagen era de su hermana."

El templo alcanzó el rango de Santuario Nacional el 8 de octubre de 1995. El 7 de febrero de 1996, el papa Juan Pablo II, durante su segunda visita a Nicaragua, declaró el templo como basílica menor. En 2001, la Conferencia Episcopal de Nicaragua reconoció el patronazgo oficial de Nicaragua en la imagen de la Virgen del Trono en El Viejo.
Otras tradiciones religiosas de gran trascendencia histórica en el municipio de El Viejo, que cuentan con más de un siglo de conmemoraciones y celebraciones populares, son las festividades de la Virgen del Hato (en noviembre), la Virgen de los Ángeles y San Roque (ambas en agosto).

### San Roque
En el municipio de El Viejo se festeja a San Roque en las representaciones de Guerrero, Guerrillero, Indio, Mulato, Libertario, Mestizo y Nindirí. 
La tradición más antigua es la "Pegada de los Motetes", una fiesta donde los Priostes (cofrades) donan al Santo las frutas más hermosas de las cosechas. También, se regala panes en forma de indio o indita, con forma de conejo, igual que cajetas de coco y zapoyol (hecha con masa de la semilla del zapote). 
Al son de las bandas filarmónicas, los priostes o promesantes rinden homenaje a san Roque Guerrero con el tradicional baile de "La cuchara panda". Este consiste en bailar acompasadamente en pareja, dentro de la indumentaria utilizada sobresalen los tradicionales motetes y coronas. Los motetes simbolizan la ofrenda de los bailarines a los visitantes.

## Personajes ilustres
- Agateyte, llamado "El Viejo" o "Teyte" que significa "Señor",[32] fue un rey indígena o cacique local, al final de la época prehispánica.
- Joaquín del Cossío, Director Supremo del Estado de Nicaragua.
- Roberto Sacasa y Sarria, Presidente de la República de Nicaragua.
- Germán Pomares Ordóñez (1937-1979), revolucionario nicaragüense conocido como "El Danto".
- Heriberto Carrillo Espinoza, historiador y médico revolucionario. Cacique Mayor, descendiente del pueblo indígena de El Viejo.
- Gilberto Martínez González, odontólogo nicaragüense.
- Vicente Padilla, beisbolista profesional de las Grandes Ligas.
- Juan Pablo Juárez Garmendia, beisbolista viejano, miembro del Salón de la Fama del Deporte Nicaragüense.
- Hermógenes L. Mora (1979 -), poeta y escritor